# Lumino TI
| TI ist das Kürzel für den Kanton Tessin in der Schweiz. Es wird verwendet, um Verwechslungen mit anderen Einträgen des Namens Lumino zu vermeiden. |

Lumino. Historisches Luftbild von Werner Friedli (1953)

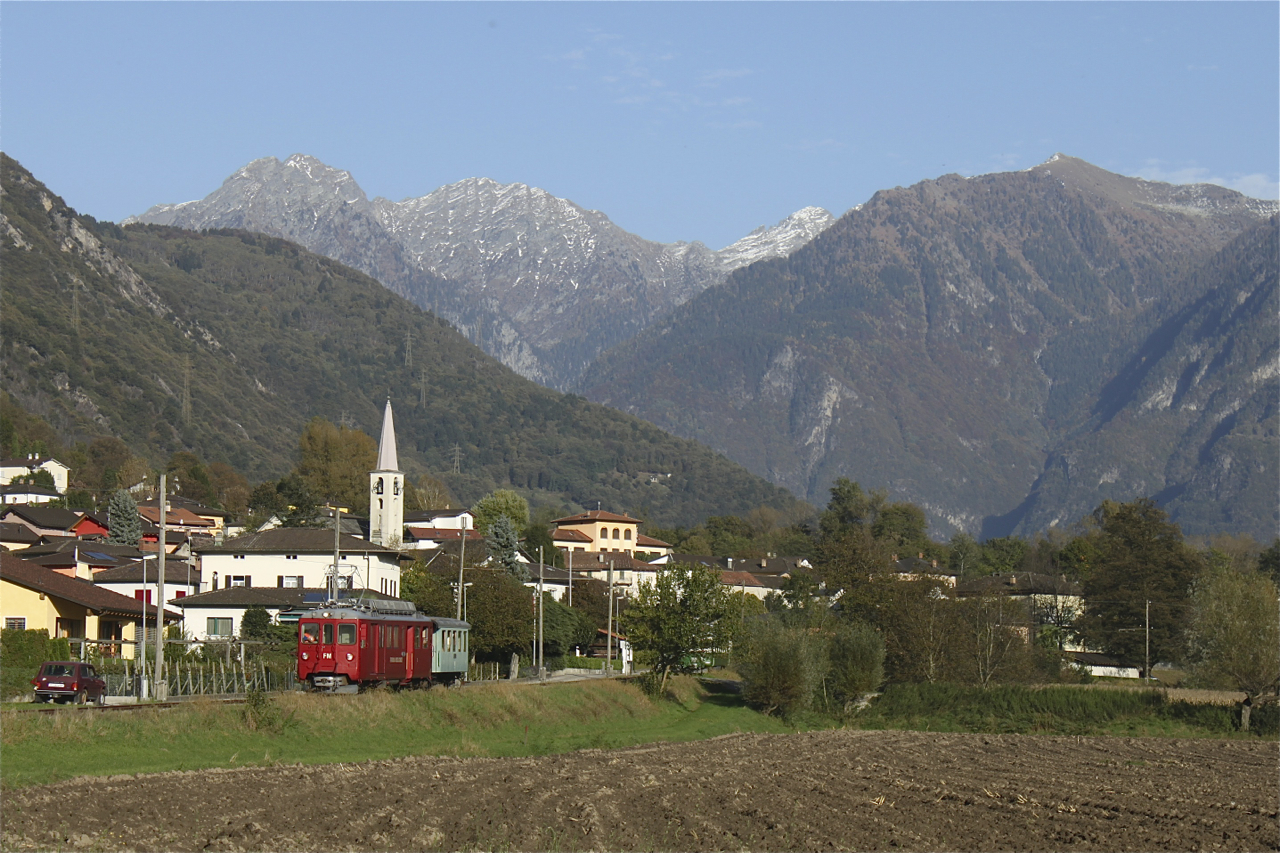
Lumino

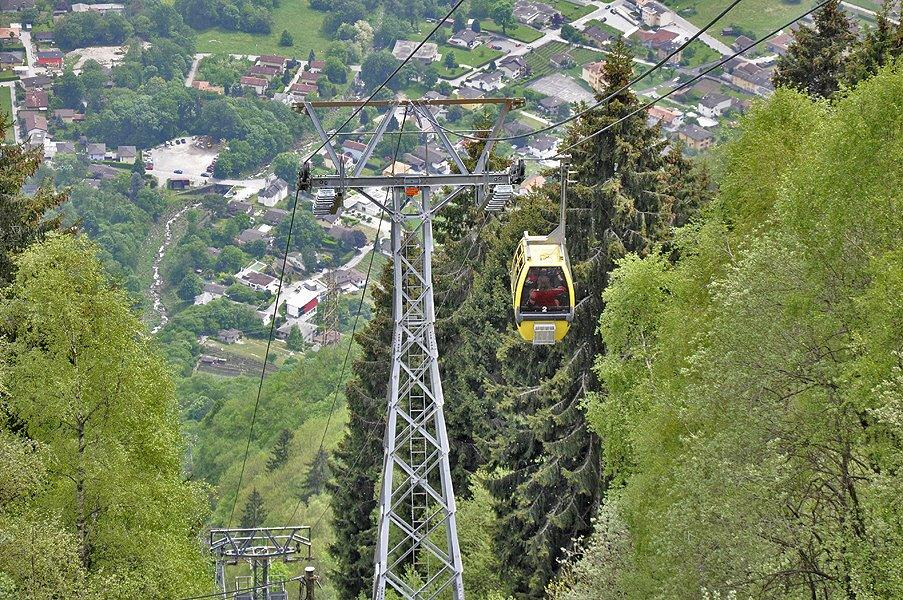
Luftseilbahn Lumino – Monti Saurù

Lumino ist eine politische Gemeinde im Schweizer Kanton Tessin. Sie gehört zum Bezirk Bellinzona und zum Kreis Arbedo-Castione.

## Geographie
Lumino liegt am Eingang des Misox (it. Val Mesolcina). Talaufwärts kommt man zum San-Bernardino-Pass. Die Gemeinde ist fast vollständig von Graubündner Kantonsgebiet umschlossen. Sie wird von der Moesa durchflossen. Von Lumino führt eine Seilbahn auf die Monti Savorù (1000–1300 m). In Lumino befand sich eine Haltestelle der SEFT/Ferrovia Mesolcinese.

## Geschichte
Das Dorf wurde urkundlich erstmals 1168 als locus Lugomini erwähnt. Lumino war 1168 bereits
eine vicinìa, mit Einschluss von Castione. Der Bischof von Como besass dort Grundstücke, mit denen die Brüder Besozzo von Locarno belehnt waren. Der Zehnten, Eigentum des Kapitels der Stiftskirche San Pietro von Bellinzona, wurde 1244 der Gemeinde verliehen. Zwischen dieser und dem Kapitel entstanden seinetwegen lange Streitigkeiten, die 1466 durch ein Übereinkommen beendet wurden. Lumino hatte auch mehrere Grenzstreitigkeiten mit seinen Nachbarn, u. a. mit San Vittore und Roveredo, mit denen sich die Gerichte von Bellinzona und Kanton Graubünden zu befassen hatten. Nach mehreren Schlichtungen wurde der seit dem 15. Jahrhundert andauernde Streit durch ein 1776 angenommenes Übereinkommen endgültig beigelegt. Castione trennte sich von Lumino 1599 auf unbekannte Dauer und endgültig 1818, in welchem Jahre es mit Arbedo vereinigt wurde. Schon 1583 bildete Lumino eine eigene Kirchgemeinde; Castione trennte sich 1626 davon ab.
Lumino bildet eine eigenständige Bürgergemeinde.

## Bevölkerung
Einwohnerzahlen: Volkszählungsdaten

## Sehenswürdigkeiten
- Pfarrkirche San Mamete, erwähnt 1237[9][10]
- Oratorium Santa Maria della Visitazione genannt Cappella nuova, mit Fresko Visitazione (1603)[10]
- Oratorium Madonna della Salute genannt di Berté, erwähnt 16. Jahrhundert[11][10]
- Wohnhaus Gemetti mit Bildhauerei Madonna mit Kind und Santi Rocco und Sebastiano (16. Jahrhundert)[10]
- Gebäude der Gemeinde (1990/1995), Architekt: Sergio Cattaneo[10]

## Sport
- Football Club Moderna[12]

## Persönlichkeiten
- Marco Mades (* 1517 in Lumino; † 1587 in Rom), Bildhauer und Architekt, Autor des Palazzo del Commendatore dell’Arcispedale dell’Ordine del Santo Spirito in Sassia bei San Pietro und der Kirche Sant’Onofrio al Gianicolo, wo er begraben ist[13][14]
- Werner Carobbio (1936–2023), Politiker (SP), wohnte in Lumino, Vater von Marina Carobbio Guscetti
- Marina Carobbio Guscetti (* 1966), Politikerin (SP), wohnt in Lumino, Tochter von Werner Carobbio
- Paolo Pronzini (* 1944 in Lumino; † 9. Oktober 2019 ebenda), Lehrer, ehemaliger Gemeindepräsident von Lumino und Rektor der Mittelschule
- Wilma Ghidossi-Genasci (* 4. März 1957 in Valle (Airolo)), Künstlerin, Bildhauerin und Mosaikerin, wirkte im Atelier Ghido in Lumino[15]